# Hollandipsylla neali
Hollandipsylla neali är en loppart som beskrevs av Hamilton Paul Traub 1953. Hollandipsylla neali ingår i släktet Hollandipsylla och familjen fågelloppor. Inga underarter finns listade i Catalogue of Life.